# Olaf Bjørnstad
Olaf Trygve Bjørnstad –también escrito Olav Bjørnstad– (Oslo, 16 de diciembre de 1882-Oslo, 13 de junio de 1963) fue un deportista noruego que compitió en remo con timonel. Participó en los Juegos Olímpicos de Estocolmo 1912, obteniendo una medalla de bronce en la prueba de cuatro con timonel.

## Palmarés internacional
| Juegos Olímpicos | Juegos Olímpicos   | Juegos Olímpicos  | Juegos Olímpicos   |
| Año              | Lugar              | Medalla           | Prueba             |
| ---------------- | ------------------ | ----------------- | ------------------ |
| 1912             | Estocolmo (Suecia) | Medalla de bronce | Cuatro con timonel |